# Bioterorismus

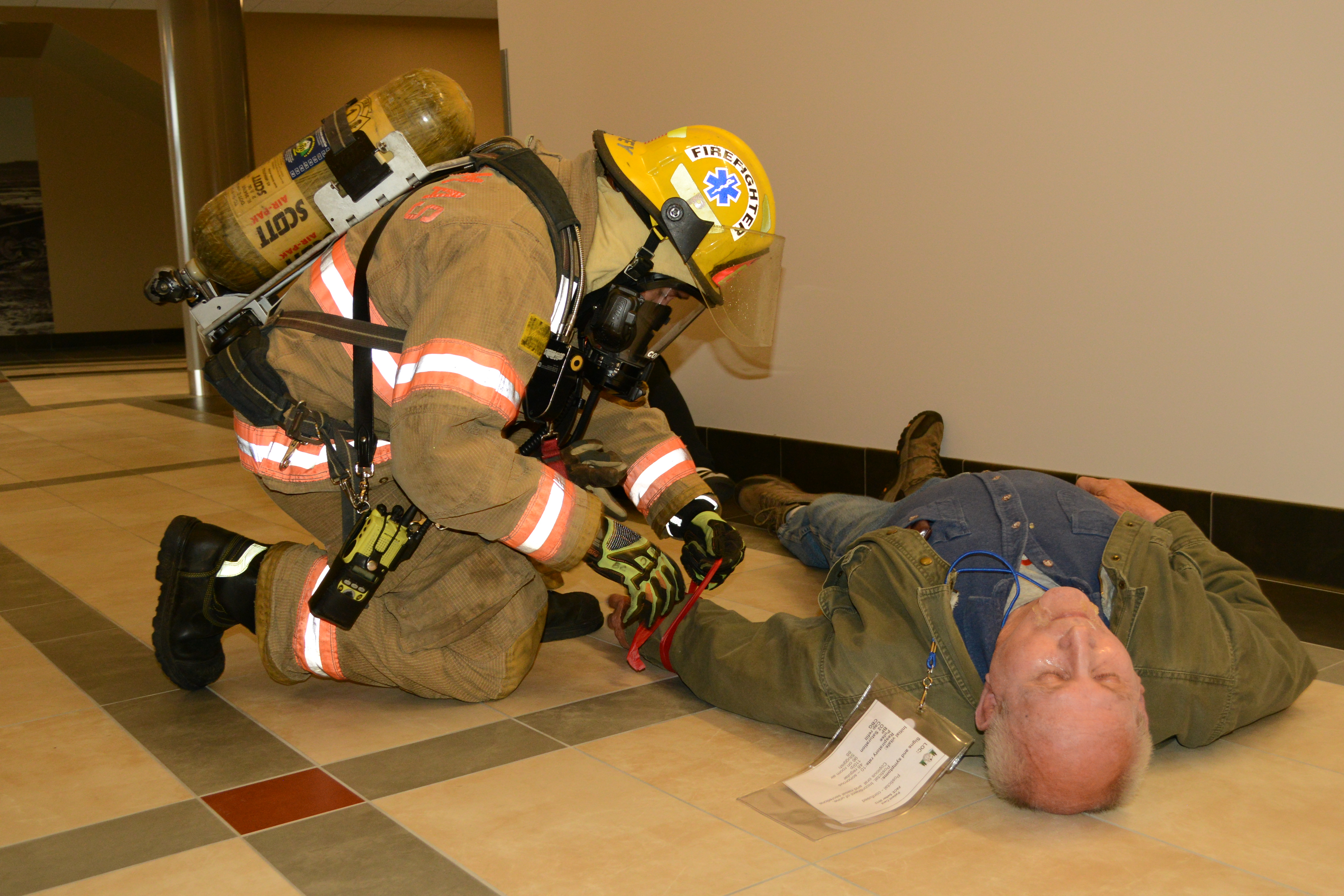
Hasiči třídí oběti bioteroristického cvičení PACE Setter v Clackamas, Oregon, 22. května.

Bioterorismus je forma terorismu, která jako prostředek nátlaku nebo ozbrojených akcí využívá biologické zbraně.

## Motivace bioterorismu
Současný vývoj informací naznačuje, že řada soudobých teroristických skupin má politické, mravní či náboženské zábrany pro použití biologických zbraní. Řada jiných by však po biologických zbraních sáhla jen proto, aby nad jinými vynikla.
Americké ministerstvo stavu trendů globálního terorismu identifikovalo doposud 130 mezinárodních teroristických skupin, které potenciálně hrozí použitím nekonvenčních zbraní, včetně zbraní biologických. 50% z těchto skupin je motivovaných etnicky, 20% levicově orientovaných a 5% pravicově. Zhruba 50% z nich jsou skupiny náboženské. Skupiny s etnickými programy sledující separatistické cíle jsou obvykle velmi úspěšné za použití tradičních prostředků teroristického boje a hromadné použití nekonvenčních zbraní by mohlo jejich politickým cílům spíše uškodit. Na druhé straně skýtají nekonvenční zbraně vítanou možnost odplaty pro řadu z těchto skupin (např. Bosenští Muslimové nebo Rwandští Tutsiové by mohli například v kontaminaci pitné vody najít přitažlivou cestu jak pomstít zločiny spáchané na nich).
Mezi levicové skupiny, u nichž hrozí zneužití biologických zbraní, patří ekologicky motivovaní extrémisté[zdroj?][kdo?], jejich činnost se sice dosud omezovala na relativně nenásilné akty, ale současná globální situace, která dává ekologickým hnutím stále víc za pravdu bez toho, že by tento fakt světové politické špičky jakkoliv reflektovaly, z nich dělá potenciálně velmi nebezpečnou skupinu. Nejprostším důvodem je zřejmě fakt, že biologická zbraň jako taková je velmi citlivá k životnímu prostředí. Lze ji snadno rozptýlit například v deštném pralese, jemuž hrozí vykácení, a biologická zbraň snadno vyřadí z činnosti všechny dřevorubce, aniž by v nejmenším uškodila citlivému ekosystému. Tento fakt bude zřejmě hrát velkou roli při budoucím zrodu skutečně nebezpečných ekoteroristických skupin, jež se dá očekávat nejpozději v horizontu budoucího desetiletí.
Pravicové skupiny hrozící zneužitím nekonvenčních zbraní obvykle spadají do kategorie menších extrémně radikálních nacionalistických skupin (včetně skupin neonacistických). Předpokládá se, že by byly schopny použít například biologické zbraně proti normálně smýšlející majoritní společnosti a zmást stopy, tak aby došlo k obvinění jimi nenáviděné rasové menšiny.[zdroj?]
Nábožensky motivované skupiny jsou zcela samostatnou kapitolou. Jejich značná výhoda spočívá v dostatku až nadbytku vysoce motivovaných členů, jejichž sebeobětování by při šíření biologických zbraní mohlo znamenat značnou výhodou. Typickou nábožensky motivovanou skupinou, která zneužila biologické zbraně, byla právě Óm šinrikjó, jejíž víra spočívala v důkladné přípravě na Armagedon, který chtěla sama pomocí biologických zbraní a ekonomické destabilizace vyvolat.

## Dostupnost biologických zbraní pro teroristy
Rostoucím problémem se stává i široká dostupnost biologických zbraní, či spíše know-how potřebného pro jejich výrobu. V roce 1974 se prvně experimentovalo s genovou manipulací na Stanfordově univerzitě. Dnes jsou základy genetické manipulace učivem středních škol. Velké množství lidí má potřebnou kvalifikaci pro výrobu biologických bojových prostředků a vybavení se stává stále komerčně dostupnějším.
Dalším problémem je i řada režimů, která do výzkumu a výroby biologických zbraní investovala značné prostředky, ale s ohledem na změny politického systému ztratila kontrolu nad některými zařízeními (které byly díky jisté autonomii obranného aparátu mimo kontrolu vládnoucích špiček a nikdo neví, kdo za ně byl odpovědný). Tímto problémem je postižena například Jihoafrická republika nebo Rusko společně s řadou postsovětských republik. Slabé ekonomické podmínky vytvářejí vyšší riziko zneužití bývalých zaměstnanců, starých zásob i samotných zařízení k dosažení finančně motivovaných cílů. Politická nestabilita, etnické konflikty, vojenské diktatury mohou dále zvyšovat riziko tohoto zneužití.
V lednu roku 1997 uvedl tehdejší ministr obrany Spojených států amerických William Cohen, že rozšíření zbraní hromadného ničení představuje největší hrozbu, jaké svět doposud čelil, a že existuje řada zemí, která by tyto prostředky dokázala zneužít v útoku na blízké i vzdálené cíle. Podle ministra Cohena není tato hrozba přehnaná ani přitažená za vlasy, jasnému nebezpečí čelíme už nyní, otázkou je, kdy přesně k jeho naplnění dojde.
Pracovní skupina v Johns Hopkins Center for Civilian Biodefense Studies se nedávno snažila zjistit, které potenciální biologické bojové prostředky představují v současné době největší hrozbu pro veřejnost. V úvahu byly vzaty pouze počty lidí, které by použité biologické zbraně dokázaly zahubit, nikoli případná veřejná panika a schopnost či spíše neschopnost zdravotnických zařízení zvládnout nápor postižených.